# Onthophagus obliquus
Onthophagus obliquus es una especie de insecto del género Onthophagus, familia Scarabaeidae, orden Coleoptera.

Fue descrita científicamente por Olivier en 1789.